# Aspidoras fuscoguttatus
Aspidoras fuscoguttatus é uma espécie de peixe de habitat tropical do Brasil. Possui hábitos diurnos.

## Morfologia
O machos podem chegar a 3,8 cm de comprimento.